# Symptôme
 (septembre 2012).
Si vous disposez d'ouvrages ou d'articles de référence ou si vous connaissez des sites web de qualité traitant du thème abordé ici, merci de compléter l'article en donnant les références utiles à sa vérifiabilité et en les liant à la section « Notes et références ».
 (février 2021).
 (février 2024).
En médecine, un symptôme (du grec συμπίπτω / sumpíptō, « se rencontrer ») ou signe fonctionnel est un signe qui représente une manifestation d'une maladie, tel qu'il est observé chez un patient, ce qui le distingue du signe clinique observé par un médecin. En général, pour une pathologie donnée, les symptômes sont multiples, et parfois il peut ne pas y avoir de symptôme (la maladie ou le malade est dit dans ce cas asymptomatique) ou peu de symptômes (maladie ou malade paucisymptomatique). Inversement, un même symptôme peut très souvent être attribué à différentes maladies : on ne peut donc en général pas conclure automatiquement qu'un symptôme (par exemple, le mal de gorge) est dû à une maladie donnée (par exemple, la grippe) ; ce serait commettre le sophisme de l'affirmation du conséquent.

## Étymologie et définition
Le mot σύμπτωμα / símptoma, en grec, signifie « rencontre », « coïncidence » ; il est dérivé du verbe συμπίπτω / sumpíptō « survenir en même temps, se rencontrer, coïncider », avec le suffixe -μα / -ma. Le symptôme est donc, à l'origine, « ce qui survient ensemble », ce qui « co-incide », au sens littéral du terme.

## Médecine humaine
Les symptômes sont les signes cliniques dont le malade se plaint (comme la douleur, la toux, le vertige, la tristesse). Les symptômes sont les éléments d'alerte d'un processus pathologique en cours, motivant ainsi le recours à une consultation médicale permettant d'objectiver la plainte en retrouvant des signes, qui, rassemblés en syndrome, puis en maladie en établissant un diagnostic, permettront de guider l'attitude thérapeutique.
Les symptômes sont donc à différencier :
- des autres signes cliniques :
  - les signes physiques, découverts en examinant le malade : contracture abdominale, souffle cardiaque,
  - certains signes généraux : fièvre, hypotension artérielle ;
- des signes paracliniques obtenus à l'aide d'examens complémentaires :
  - les signes radiologiques à la suite de radiographies,
  - les signes biologiques à la suite de prélèvements.

Par exemple, dans l'arthrose de hanche, le patient peut se plaindre de douleur à la marche (symptôme), et le praticien pourra objectiver à l'examen une limitation de mobilité de la hanche (signe physique), et sur une radiographie du bassin (signe radiologique).

## Approche psychanalytique du symptôme
En créant la psychanalyse, Sigmund Freud va donner un sens au symptôme. À la suite des Études sur l'hystérie (1895), il n'a plus cessé de l'interroger dans les manuscrits à une époque « où la psychiatrie le réduisait à un phénomène hétérogène et opaque de la vie psychique ».

### Exemples
Le symptôme peut être une manifestation somatique : une paralysie, des troubles du langage.
Le symptôme pathognomonique permet par sa seule présence de poser le diagnostic d'une maladie.
Il peut être aussi une manifestation psychique : angoisse, hydrophobie.

### Historique
1. En étudiant le cas d'Anna O. (Bertha Pappenheim), une hystérique soignée par Josef Breuer grâce à la méthode cathartique, Freud a d'abord vu dans le symptôme un résidu mnésique d'expériences émotives (c'est-à-dire de traumatismes psychiques).
2. Ensuite, en formulant sa nouvelle compréhension du système psychique, il a interprété différemment le symptôme.

L'appareil psychique est composé de différentes instances en conflit : le moi, le ça et le surmoi.
Quand une représentation (pulsionnelle) tombe sous le coup d'un interdit, elle est refoulée dans l'Inconscient par la censure opérée par le moi, mais jamais anéantie. Un processus alors de tentative de réapparition des éléments refoulés se met en place : c'est le retour du refoulé. Il y a plusieurs façons de déjouer la censure : le rêve, les lapsus, les oublis et les actes manqués ou bien les symptômes. Ces formations substitutives sont des formes de déguisement de la représentation, rendus acceptables pour la conscience pour pouvoir réinvestir son champ. Ainsi, ils permettent la satisfaction du désir sans éveiller la censure en formant un compromis entre les désirs et les interdits. Ce sont tous ces déguisements qui sont investigués, interprétés dans la cure psychanalytique.
Remarque : il y a des liaisons associatives entre le symptôme et ce à quoi il se substitue.

### Définition
Le symptôme est le substitut de représentations tombées sous le coup d'un interdit et refoulées dans l'Inconscient. Il est le déguisement de ces représentations pour qu'elles puissent réinvestir le champ de la conscience, en étant acceptable. Et, il apporte une satisfaction de remplacement au désir inconscient, sans éveiller la censure et même en satisfaisant les exigences défensives. Cette double-satisfaction explique la capacité de résistance du symptôme car il est maintenu des deux côtés.
Récapitulatif :
- il est formation de compromis en tant qu'il est le produit du conflit défensif ;
- il est formation substitutive dans la mesure où c'est le désir qui cherche à se satisfaire ;
- il est formation réactionnelle dans la mesure où c'est le processus défensif qui prévaut.

### Notion de bénéfices
Le symptôme est satisfaction, décharge pulsionnelle, il offre un bénéfice primaire. On ne saurait chercher à retirer au malade mental son symptôme, en ce qu'il en jouit, et que le psychologue doit reconnaitre comme jouissance.
Ce bénéfice primaire correspond à la signification que porte le symptôme, signification qui seule permet l'expression d'un désir inconscient - le symptôme se rattache donc à la représentation, voire au discours. Pour Jacques Lacan, le symptôme est donc métaphore (Le symptôme est une métaphore que l'on veuille ou non se le dire).
Le symptôme peut également engendrer un bénéfice secondaire, plaisir supplémentaire qui ne se relie donc pas directement au sens que veut énoncer ce signe de la maladie, mais qui provient plus d'un hasard relatif cette fois à la nature même du symptôme. Ainsi, le procédurier paranoïaque ralliant à lui un mouvement de soutien.

## En psychologie sociale
Du point de vue psychosociologique, le symptôme est la façon particulière dont un individu trouve sa place dans le monde et règle son rapport à celui-ci, en fonction des contraintes et des stimulations psychosociales qui lui parviennent. Le symptôme est un prolongement de la personnalité, qui permet à cette dernière d'appréhender le monde mais aussi de s'en distancier, par un ensemble de protections constitutives dudit symptôme.
Ainsi le symptôme est-il, du point de vue du sujet :
- stratégie d'individualisation ;
- matériau de la personnalité ;
- interprétation continue du monde ;
- modalité comportementale dynamique ;
- dispositif protecteur du Moi (ou ego) ;
- routine pathologique sitôt qu'il étouffe la créativité du sujet ou porte atteinte à l'intégrité d'autrui.

#### Psychanalyse
- Augustin Jeanneau, « symptôme », dans Alain de Mijolla (dir.), Dictionnaire international de la psychanalyse 2. M/Z, Paris, Hachette, 2005 (ISBN 2-0127-9145-X), p. 1769-1770.
- Augustin Jeanneau et Roger Perron, « symptôme (formation de -) », dans Alain de Mijolla (dir.), Dictionnaire international de la psychanalyse 2. M/Z, Paris, Hachette, 2005 (ISBN 2-0127-9145-X), p. 1770-1772.
- Yves Morhain, « Permanence du corps et variations du symptôme hystérique et/ou psychosomatique », Psychothérapies, 2011/2 (Vol. 31), p. 131-141. DOI : 10.3917/psys.112.0131. [[ lire en ligne]]
- Valentin Nusinovici, « symptôme,sinthome », dans Alain de Mijolla (dir.), Dictionnaire international de la psychanalyse 2. M/Z, Paris, Hachette, 2005 (ISBN 2-0127-9145-X), p. 1772-1774.
- Marcel Scheidhauer, « Le symptôme, le symbole et l'identification dans l'hystérie dans les premières théories de Freud », in: Enfance, tome 40, n°1-2, thématique : « Identités, Processus d'identification. Nominations », 1987, p. 151-162, sur le site de Persée, consulté le 30 mars 2021 [lire en ligne].